# Мене звуть Кожа (повість)
«Мене звуть Кожа» — повість Сокпакбаева Бердибека казахською мовою, написана у 1957 році. По повісті в 1963 ріку був знятий одноіменний фільм. Книга (попередня назва «Өзім турали повість»/Повість про мене) про бешкетного і пустотливого школяра на ім'я Кожа, який весь час потрапляє в різні смішні, але неприємні для себе ситуації. Повість була опублікована у перекладі російською мовою видавництвом «Дитяча література», а потім перекладена з російської та видана в різних країнах 68 мовами.